# Tinne Van der Straeten

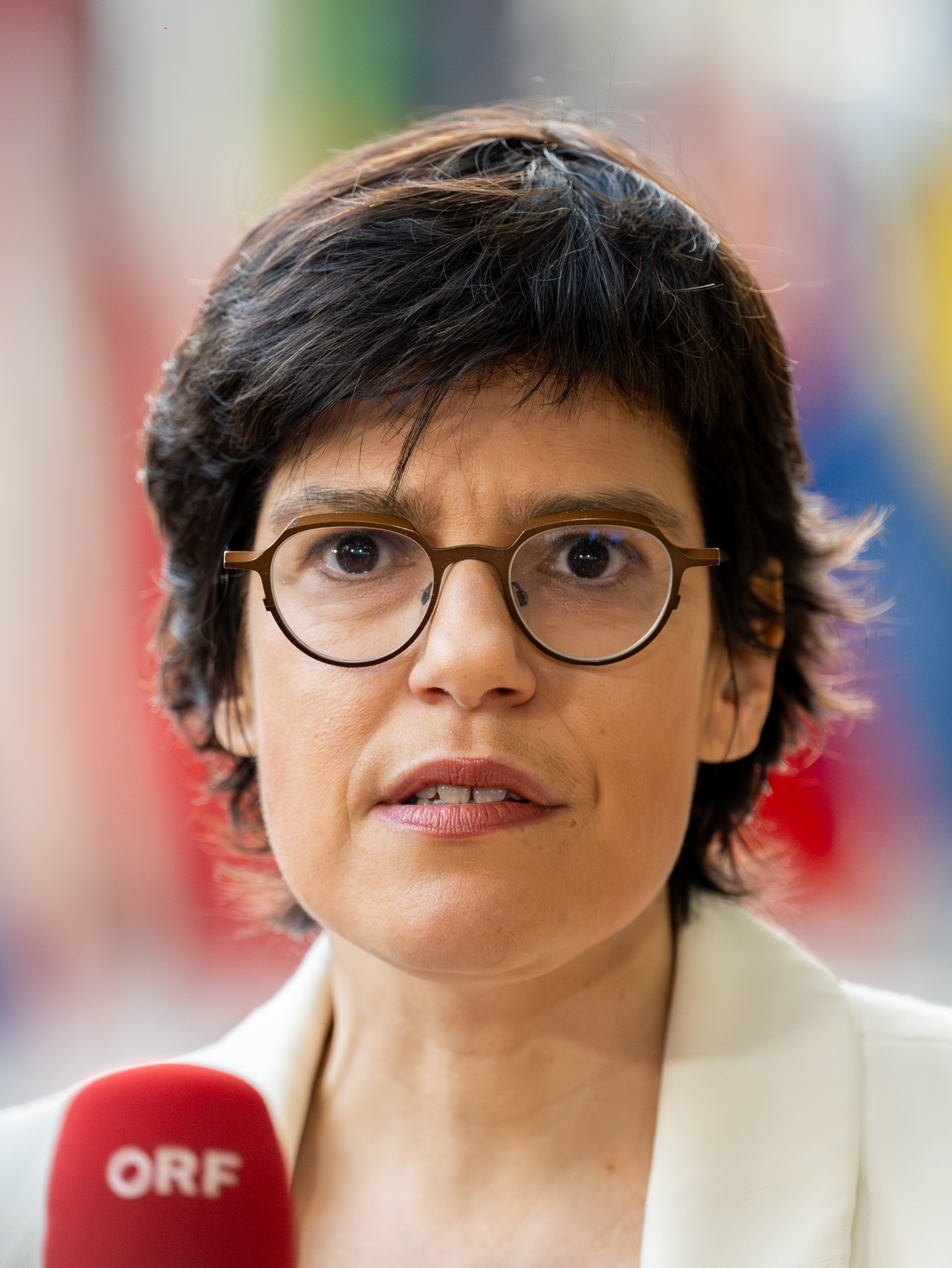
Tinne Van der Straeten

Tinne Van der Straeten (* 1. April 1978 in Malle) ist eine belgische Politikerin und Juristin. Seit Oktober 2020 ist sie Energieministerin in der Regierung De Croo.

## Ausbildung und Beruf
Van der Straeten ist die Enkelin eines Bauern aus der Kempen, sie war das zweite von drei Kindern und wuchs in Malle in der Provinz Antwerpen auf. 1996 begann sie ein Studium der Afrikanistik an der Universität Gent, nach dem sie ab 2000 als wissenschaftliche Mitarbeiterin an der UCL und der KU Leuven tätig war. Van der Straeten begann ein Abendstudium in Jura an der VUB, 2010 wurde sie als Anwältin zugelassen und gründete gemeinsam mit Tim Vermeir die Kanzlei Blixt, spezialisiert auf Umwelt- und Energierecht.

## Politik
Von 2002 bis 2004 war Van der Straeten Sprecherin der Jugendorganisation von Agalev, einer flämischen grünen Partei, die sich 2003 in Groen! umbenannte. Von 2005 war 2007 war sie stellvertretende Vorsitzende von Groen.
Bei der Wahl 2003 kandidierte sie für den Senat, Agalev erlitt eine Niederlage und konnte weder in die Abgeordnetenkammer noch in den Senat einziehen.
Van der Straeten trat 2004 bei der Europawahl an, wo sie den dritten Platz auf der Liste von Groen! belegte, die nur einen Europaabgeordneten stellten. Sie kandidierte auch für das Parlament der Region Brüssel-Hauptstadt, wo sie den ersten Platz der Ersatzkandidaten errang. 2006 wurde sie in den Gemeinderat von Koekelberg, einer Gemeinde der Region Brüssel-Hauptstadt, gewählt.
Bei der Wahl 2007 zog sie für Groen für den Wahlkreis Brüssel-Halle-Vilvoorde in die Abgeordnetenkammer ein.
Sie kandidierte 2009 erfolglos bei der Europawahl in Belgien 2009, bei der Wahl zum Parlament der Region Brüssel-Hauptstadt und bei der Wahl zum Flämischen Parlament.
Bei der Wahl 2010 verlor sie ihr Parlamentsmandat. Sie zog sich aus der Politik zurück und konzentrierte sich auf ihre Tätigkeit als Anwältin.
2018 wurde sie Schöffin in Koekelberg, zuständig für Mobilität und öffentliche Arbeiten. Bei der Wahl am 26. Mai 2019 zog sie für Ecolo im Wahlkreis Brüssel-Hauptstadt in die Abgeordnetenkammer ein.
Seit dem 1. Oktober 2020 war sie Energieministerin in der Regierung De Croo. Am 1. Juli 2021 versicherte sie, weder die belgische Regierung noch der Betreiber Electrabel planten eine Laufzeit des Kernreaktors Tihange 2 über 2023 hinaus, und dieser werde voraussichtlich im Februar 2023 endgültig abgeschaltet. Vor ihrer Zeit als Ministerin hatte Van der Straeten die Klage der Städteregion Aachen gegen Tihange 2 anwaltlich betreut. Am 16. März 2022 stellte sie dem Regierungskollegium einen Plan vor, der vorsah die Laufzeit der letzten zwei Atomkraftwerke um zehn Jahre zu verlängern, um in Folge des Russischen Überfalls auf die Ukraine zügiger unabhängig von russischem Gas zu werden.
Bei der Parlamentswahl in Belgien am 9. Juni 2024 wurde sie im Wahlkreis Brüssel in die Abgeordnetenkammer gewählt.